# مجموعه امیربنده کلاچای
مجموعه امیربنده کلاچای در رودسر، حومه کلاچای واقع شده و این اثر در تاریخ ۳ بهمن ۱۳۵۶ با شمارهٔ ثبت ۱۵۶۷ به‌عنوان یکی از آثار ملی ایران به ثبت رسیده است.